# Ginzo Nakamori
Ginzo Nakamori (中森 銀三?, Nakamori Ginzō) è un personaggio immaginario e il coprotagonista della serie manga e anime Kaito Kid e degli special animati da essa tratti, creata da Gōshō Aoyama ed edita in Giappone dalla Shogakukan sulla rivista Shōnen Sunday sin dal 1987. Come Kaito Kid, è apparso più volte anche nella serie principale, Detective Conan, sempre alla ricerca di un modo per catturare il fantomatico ladro. Inoltre, è presente anche in alcuni film d'animazione e OAV di Detective Conan.

## Kaito Kid
Ginzo Nakamori ha 41 anni ed è un ispettore (警部?, keibu) della polizia metropolitana di Tokyo che si concentra sulla cattura di Kaito Kid. Ha dei curati baffetti a spazzolino e dei corti ed irti capelli neri. È di carattere molto irascibile e si dimostra ostile verso chiunque potrebbe anticiparlo nel catturare il suo acerrimo avversario. La sua unica figlia, Aoko Nakamori, è un'amica d'infanzia di Kaito Kuroba e probabilmente innamorata di lui.
Compare sin dal primo capitolo di Kaito Kid e dal primo special televisivo da esso tratto. Viene presentato come l'ispettore incaricato della cattura di Kaito Kid. Infatti, egli stesso afferma che erano otto anni, fin dalla morte del primo Kaito Kid, Toichi Kuroba, che attendeva il suo ritorno per poterlo catturare. In seguito, compare quasi in ogni capitolo, sempre a capo delle operazioni di cattura del famoso ladro. Tuttavia, la sua intensa caccia si rivelerà sempre infruttuosa, anche se talvolta riuscirà a mettere in serie difficoltà l'avversario o a recuperare fortunosamente il suo bottino.
Fin dalla prima apparizione di Saguru Hakuba, un giovane detective che dà anch'egli la caccia a Kaito Kid, sviluppa con costui un rapporto di rivalità, considerando se stesso l'unico meritevole di catturarlo e temendo che il ragazzo possa riuscire nell'intento prima di lui.

## Detective Conan
Nakamori compare più volte anche in Detective Conan, sempre all'inseguimento di Kaito Kid, anche se, almeno nel manga, non si sa nulla riguardo a sua figlia e al rapporto di quest'ultima con Kaito; nell'anime è presente invece la prima parte dell'episodio speciale 219 (235-236 secondo la numerazione italiana), che è tratta dal manga Kaito Kid e presenta tutti i personaggi.
Il suo debutto risale al caso della Black Star, il primo in cui compare il ladro. Nel primo capitolo di questo caso, Shintaro Chaki, il capo della seconda squadra investigativa della polizia metropolitana di Tokyo, afferma che è entrato nella sua squadra una settimana prima: tale squadra compare in Detective Conan solo quando si tratta di dare la caccia a Kaito Kid. Nel manga di Kaito Kid, invece, il fatto che Nakamori appartenga alla seconda squadra è menzionato per la prima volta nel capitolo Dark Knight (1ª parte), mentre nel primo capitolo un agente gli annuncia un omicidio, di cui in Detective Conan si occupa invece la prima squadra investigativa, e Nakamori rifiuta di occuparsene in quanto ritiene che Kaito Kid sia ora la sua unica ragione di vita; tale scena è stata eliminata nel primo special di Kaito Kid, mentre nel primo episodio di Magic Kaito 1412 a Nakamori viene annunciato un caso di appropriazione indebita invece di un omicidio, e la sua reazione è la stessa del manga. Nei due capitoli Black Star contenuti nel quarto volume Kaito dice che sta per compiere il furto della sua prima comparsa in Detective Conan, quindi a questo punto della serie Nakamori è già stato trasferito nella squadra di Chaki; quest'ultimo apparirà poi per la prima volta in Dark Knight (1ª parte), e verrà citato anche in Phantom Lady (1ª parte).
In Detective Conan, dopo due casi con Kaito Kid in cui Nakamori non è presente, appare nel caso della camminata nell'aria di Kaito Kid, in cui si vede per la prima volta il vecchio Jirokichi Suzuki, il cugino maggiore del padre di Sonoko Suzuki. Vi è poi un altro caso in cui non compaiono né lui né Jirokichi Suzuki, ma che segna la prima apparizione di un congegno di Kichiemon Samizu. Dopodiché, appare in tutti i casi con il ladro. Nel corso delle indagini, sviluppa una certa ostilità nei confronti di Kogoro Mori e di Jirokichi Suzuki, occasionali rivali nella sua caccia.
Nakamori appare anche nel terzo, nell'ottavo, nel decimo, nel quattordicesimo e nel diciannovesimo film, nonché nel primo, nel quarto, nel sesto e nel decimo OAV di Detective Conan, di cui i primi due sono tratti dal manga Kaito Kid. Per Detective Conan Special Cases compare solo nei file 1-2 del volume 31.